# گوو یو (بازیکن تنیس روی میز)
گوو یو (انگلیسی: Guo Yue؛ زادهٔ ۱۷ ژوئیهٔ ۱۹۸۸) یک بازیکن تنیس روی میز اهل جمهوری خلق چین است. 
وی در مسابقات کشوری و بین‌المللی در مجموع برنده ۱۲ مدال طلا، ۵ مدال نقره، ۴ مدال برنز شده‌است.